# Válvula de mariposa

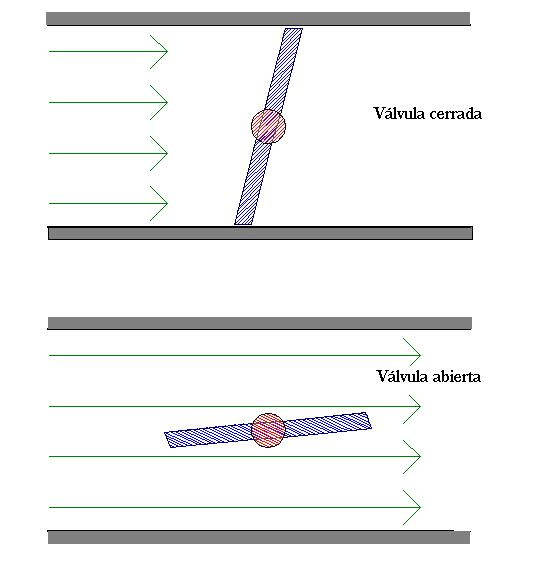
Croquis de una válvula de mariposa.

Una válvula de mariposa es un dispositivo para interrumpir o regular el flujo de un fluido en un conducto, aumentando o reduciendo la sección de paso mediante una placa, denominada «mariposa», que gira sobre un eje. Al disminuir el área de paso, aumenta la pérdida de carga local en la válvula, reduciendo el flujo.
En el ámbito de las válvulas para uso en hidráulica, se distinguen por las siguientes características:
- Están en todos los casos contenidas en el interior de la tubería;
- Tienen una baja pérdida de carga cuando están totalmente abiertas.
- La relación entre el área de paso y el ángulo de giro de la mariposa no es lineal.

Ventajas de la válvula de mariposa
- Excelente resistencia mecánica.
- Cambio de la junta de estanquidad sin necesidad de desmontar la válvula de la tubería.
- Línea de estanquidad continua.
- Reducción de la pérdida de carga en posición abierta.
- Reducción del par de maniobra.
- Reducción del rozamiento entre el asiento y la junta.

Son utilizadas en conductos de aire, tuberías para líquidos y en aplicaciones mecánicas, como en algunos tipos de motores térmicos.
La no linealidad entre el ángulo girado y el área de paso hace que este tipo de válvula no sea recomendable para regulación de presión o caudal, siendo preferible su empleo en situaciones de corte o apertura total del flujo.
Hay que distinguir básicamente dos tipos de válvulas de mariposa: 
- Válvulas de mariposa de eje centrado.

- Válvulas de mariposa de eje descentrado.

Las de eje centrado tienen el cuerpo totalmente recubierto de un elastómero, normalmente EPDM, y tienen la ventaja de que este está protegido ante la posible corrosión del fluido vehiculado, además de ser bidireccionales.
Las de eje descentrado se utilizan sobre todo en industria petroquímica, puesto que no están recomendadas para servicios de agua convencionales. Sin embargo, pueden hacer cierres con seguridad fuego (metal-metal) o emplearse en servicios de regasificación (-200 °C), necesidades que no se pueden cubrir con las de eje centrado.

## Imágenes

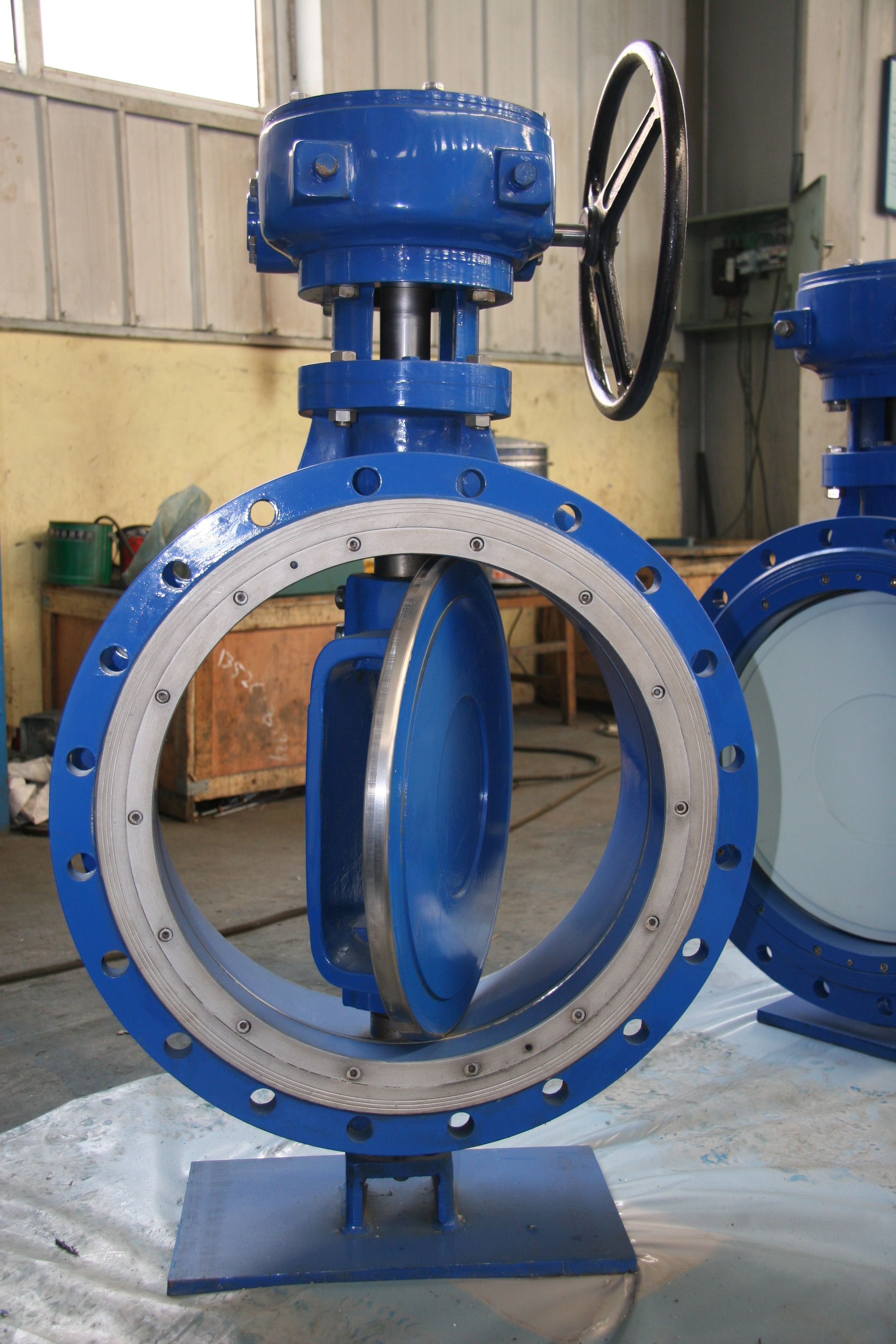
Válvula de mariposa en hierro fundido
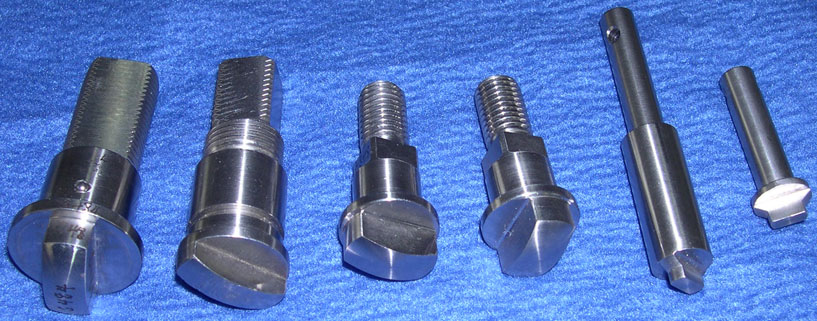
Vástagos para válvulas de bola
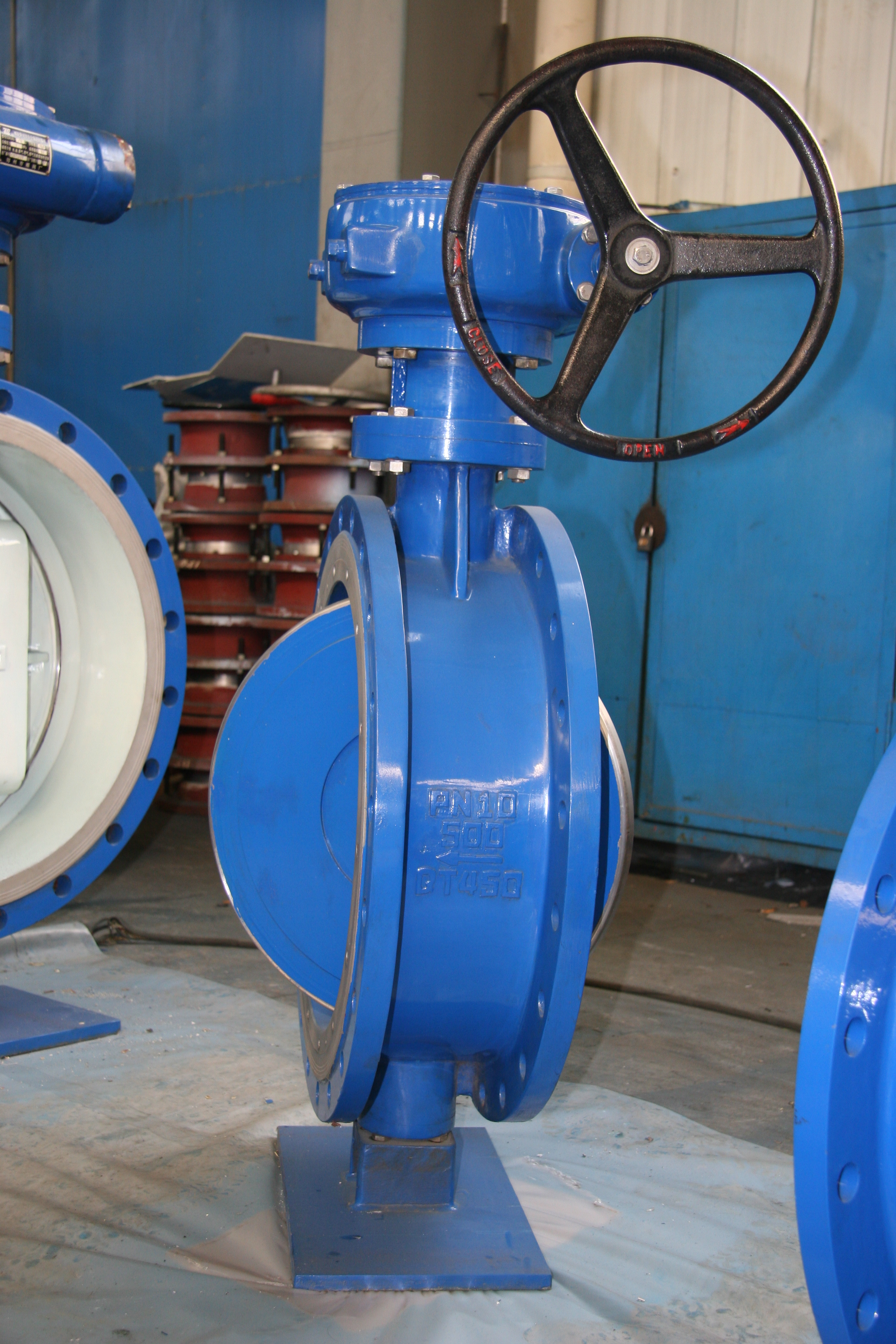
Válvula de mariposa en material de fundición dúctil
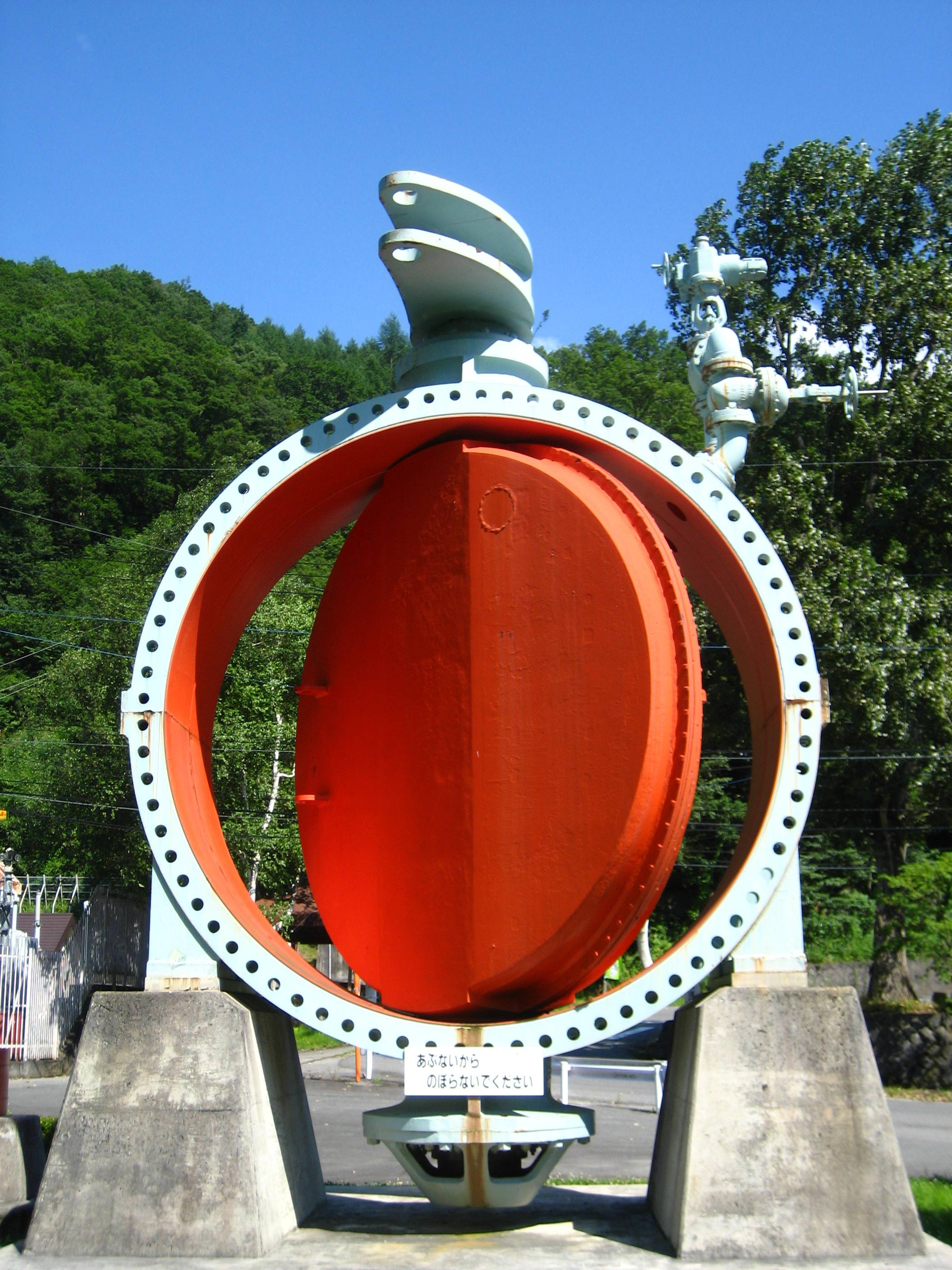
Válvula mariposa